# Tomorrow never knows (Mr.Childrenの曲)
『Tomorrow never knows』（トゥモロー・ネヴァー・ノウズ）は、日本のバンド・Mr.Childrenによる6枚目のシングル。1994年11月10日にトイズファクトリーより発売された。

## 概要
前作『innocent world』から約5か月ぶりのシングルで、4thアルバム『Atomic Heart』がロングヒットを記録中での発売となった。アートディレクターは信藤三雄。
この曲を引っ提げ、『HEY!HEY!HEY! MUSIC CHAMP』（1994年11月21日放送）に初出演を果たした。
1996年発売の5thアルバム『深海』には収録を見送られ、翌年発売の6thアルバム『BOLERO』でアルバムへ初収録された。シングルリリースから2年4ヶ月後にアルバム初収録となり、これは2023年現在でも最長のスパンである。

### バージョン違い
本作はオリジナルのシングルバージョンと、remixバージョンの2種類が存在する。
シングルバージョンではドラム等の楽器類が打ち込みになっているが、remixバージョンはシングルバージョンの打ち込み内容を後日に生演奏で録り直したものとなっている。録り直していないパートのミックスも変えたかは詳細がない為分からないが、少なくとも生演奏で録り直したパートは新たにシングルでの打ち込みの物と差し替えてミックスしている。
6thアルバム『BOLERO』とベスト・アルバム『Mr.Children 1992-1995』および配信限定ベスト・アルバム『Mr.Children 1992-2002 Thanksgiving 25』にはremixバージョンが収録されており、シングルバージョンが収録されているのは本作と、香港・台湾などで限定発売されたベスト・アルバム『LAND IN ASIA』のみ。
上記のようにシングルバージョンは限られた作品でしか聴けなかったが、2018年5月10日の全曲一斉ストリーミング解禁により容易く聴けるようになった。

## チャート成績
初週売上は約67.0万枚と前作の約20.6万枚を大幅に上回り、発売から3週目で累計売上が100万枚を突破。4thシングル『CROSS ROAD』から3作連続でミリオンセラーを達成した。最終的な売上は約284万枚を記録、Mr.Childrenのシングルでは最大のヒット作となっている。また、トイズファクトリーにて発売されたシングルとしても最高売上を叩き出した。
CDシングルでは歴代8位の売上であるが、当時のオリコン年間ランキングが前年12月第1週から該当年11月最終週までの集計であり、発売日と集計期間の関係で1994年度（22位）と1995年度（4位）に跨がってチャートインしたため、年間1位は獲得していない。
本作と『innocent world』の大ヒットによって、過去の作品が再びチャートにランクインするなどの大きな相乗効果が生まれた。
2023年11月、6thアルバム『BOLERO』収録の「Tomorrow never knows (remix)」の総ストリーム数が5000万回を突破。日本レコード協会よりゴールド認定を獲得した。2024年4月には、本作の表題曲「Tomorrow never knows」の総ストリーム数が5000万回を突破し、日本レコード協会よりゴールド認定を獲得した。

## 収録曲
| 全作詞: 桜井和寿、全編曲: 小林武史 & Mr.Children。 |                                                 |           |                     |                            |      |
| #                                                  | タイトル                                        | 作詞      | 作曲                |                            | 時間 |
| 1.                                                 | 「Tomorrow never knows」                        | 桜井和寿  | 桜井和寿            |                            | 5:09 |
| 2.                                                 | 「ラヴ コネクション」                           | 桜井和寿  | 桜井和寿 & 小林武史 | ブラス・アレンジ: 山本拓夫 | 5:01 |
| 3.                                                 | 「Tomorrow never knows (Instrumental Version)」 | 桜井和寿  | 桜井和寿            |                            | 5:09 |
| 合計時間:                                          | 合計時間:                                       | 合計時間: | 合計時間:           | 15:19                      |      |

## 楽曲解説
1. Tomorrow never knows
  - フジテレビ系ドラマ『若者のすべて』主題歌。
  - 曲名は“明日は知れず”という意味で、当初のタイトルは「明日への架け橋」[5]。
  - 1994年8月、イベントで名古屋へ滞在中に曲作りが行われた[2]。作曲にあたって桜井和寿はAメロ・Bメロ、そしてサビの大まかな部分を30分ほどで作り上げ[6]、桜井の考えたAメロと小林武史によるコード進行が偶然一致し、「痛みを突き放し、そこに出口を見つける」という小林の提案を下にわずか3時間で作曲を完成させた[2][5]。詞ができたのは翌月で、その中の「勝利も敗北もないまま孤独なレースは続いてく」というフレーズは石神井公園でジョギング中だった桜井の頭に浮かんだもの[2]。
  - ミュージック・ビデオは、シングルリリースから約1週間後にドキュメンタリー映画『【es】 Mr.Children in FILM』とその主題歌でもある8thシングル『【es】 〜Theme of es〜』のミュージック・ビデオの撮影を兼ねて行われたオーストラリアで全て撮影されている[5]。また、ラスサビはグレートオーシャン・ロードの断崖絶壁にてスペース・カム[注 3]と呼ばれる特殊撮影用のヘリコプターを使って撮影された[5]。2018年3月21日発売のライブ・ビデオ『Mr.Children DOME & STADIUM TOUR 2017 Thanksgiving 25』に収録されている。監督は信藤三雄。
2. ラヴ コネクション
  - 『Atomic Heart』からのシングルカット。当初、本作のB面予定だった『everybody goes -秩序のない現代にドロップキック-』に代わって収録された。

## テレビ出演
| 番組名                   | 日付           | 放送局     | 演奏曲 |
| ------------------------ | -------------- | ---------- | --- |
| HEY!HEY!HEY! MUSIC CHAMP | 1994年11月21日 | フジテレビ | Tomorrow never knows |
| ミュージックステーション | 1994年11月25日 | テレビ朝日 | Tomorrow never knows |
| 1994 FNS歌謡祭           | 1994年12月6日  | フジテレビ | Tomorrow never knows |
| ミュージックステーション | 1994年12月30日 | テレビ朝日 | innocent world Tomorrow never knows                                                                                                   |
| HEY!HEY!HEY! MUSIC CHAMP | 1995年2月20日  | フジテレビ | CROSS ROAD 花はどこへ行った Tomorrow never knows everybody goes -秩序のない現代にドロップキック-                                      |
| ポップジャム             | 1995年4月28日  | NHK総合    | Tomorrow never knows 【es】 〜Theme of es〜                                                                                           |
| HEY!HEY!HEY! MUSIC CHAMP | 1997年3月17日  | フジテレビ | Tomorrow never knows シーソーゲーム 〜勇敢な恋の歌〜 名もなき詩 everybody goes -秩序のない現代にドロップキック- Everything (It's you) |
| HEY!HEY!HEY! MUSIC CHAMP | 2003年12月1日  | フジテレビ | Tomorrow never knows 掌 |
| Music Lovers             | 2007年3月11日  | 日本テレビ | Tomorrow never knows しるし フェイク 彩り                                                                                             |
| 僕らの音楽               | 2012年11月23日 | フジテレビ | Tomorrow never knows 常套句 Marshmallow day                                                                                           |

## ライブ映像作品
Tomorrow never knows
| 作品名                                                   |
| -------------------------------------------------------- |
| 【es】 Mr.Children in FILM                               |
| Mr.Children TOUR '99 DISCOVERY                           |
| Mr.Children CONCERT TOUR POPSAURUS 2001                  |
| Mr.Children Tour 2004 シフクノオト                       |
| Mr.Children "HOME" TOUR 2007 -in the field-              |
| Mr.Children STADIUM TOUR 2011 SENSE -in the field-       |
| ap bank fes '12 Fund for Japan                           |
| Mr.Children Stadium Tour 2015 未完                       |
| Mr.Children DOME & STADIUM TOUR 2017 Thanksgiving 25     |
| Mr.Children Tour 2018-19 重力と呼吸                      |
| Mr.Children Dome Tour 2019 Against All GRAVITY           |
| Mr.Children 30th Anniversary Tour 半世紀へのエントランス |

ラヴ コネクション

## 収録アルバム
Tomorrow never knows
- 『LAND IN ASIA』
- 『BOLERO』（remixバージョン）
- 『1/42』(#2)（Liveバージョン）
- 『Mr.Children 1992-1995』（remixバージョン）
- 『Mr.Children 1992-2002 Thanksgiving 25』（remixバージョン）
- 『Mr.Children 2011-2015』（Liveバージョン）

ラヴ コネクション
- 『Atomic Heart』
- 『LAND IN ASIA』
- 『1/42』(#2)（Liveバージョン）

## カバー
- Tomorrow never knows
  - 岡崎倫典（1994年、アルバム『若者のすべて』にインスト版で収録）
  - 和田アキ子（1995年、アルバム『Alive/song(s) for you '95』の9曲目/2011年、シングル『ff (フォルティシモ)』の3曲目のそれぞれに同一バージョンを収録）
  - 阿部恭子（2009年、ミニアルバム『やさしいうた』に収録）
  - NOKKO（2010年、アルバム『kiss』に収録）
  - Acid Black Cherry（2017年、カバーアルバム『Recreation 4』に収録）
  - HAN-KUN（2019年、カバーアルバム『Musical Ambassador』に収録）